# Stickelbärsvägen 7
Stickelbärsvägen 7 är adressen för en museilägenhet som ägs av Stadsmuseet i Stockholm. Lägenheten har tidstypisk inredning från 1930-talets slut och ligger i ett före detta barnrikehus vid Stickelbärsvägen på Norra Djurgården i Stockholm. Lägenheten är tillgänglig för allmänheten i samband med visningar. Vägen har namn efter stickelbär, ett annat namn på krusbär.

## Historik

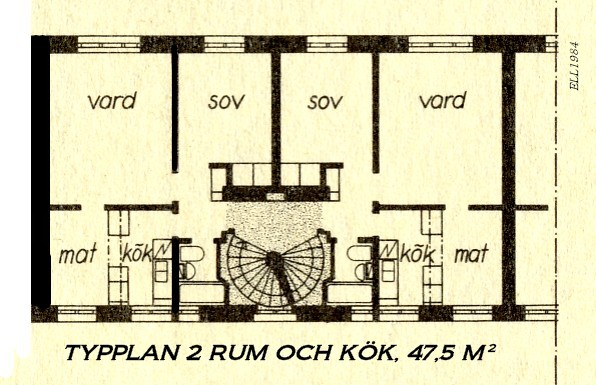
Typplan för två rum och kök i Traneberg.

Huset är en av byggnaderna som uppfördes vid Stickelbärsvägen i området Körsbärshagen i slutet av 1930-talet. Det rörde sig om så kallade barnrikehus, vilka genom statliga bidrag erbjöd bättre boende för barnrika och behövande familjer. Arkitekt för hela områdets bebyggelse var Carl Melin och uppdragsgivare var Stockholms stads fastighetskontors husbyggnadsavdelning. Lägenheternas planlösning följde en förut bestämd typplan som var nästan identisk för barnrikehusen i andra stadsdelar. Husen övertogs sedan av det nybildade Stockholmshem.
Längan i kvarteret Klarbäret vid Stickelbärsvägen 5–9 koncipierades som smalhus och stod färdig 1937. Samma år flyttade familjen Jonasson in i sin nya lägenhet om två rum och kök på 42 kvadratmeter. Lägenheten hade badrum med WC och badkar, ett litet kök med separat matvrå, det fanns elektricitet, rinnande varmt och kallt vatten, sopnedkast och centralvärme. I källaren fanns en modern tvättstuga och i närheten en barnstuga. Månadshyran var 70 kronor, det motsvarar i köpkraft ungefär 2 000 kronor år 2017. 
Familjen Jonasson, bestående av två vuxna och fyra barn, flyttade hit från en omodern enrummare på Blekingegatan och familjen klassades därför för ”behövande”. Föräldrarna sov i vardagsrummet, de båda äldre barnen i sovrummet och de båda yngsta på kökssoffan i matvrån. Den siste familjemedlemmen bodde här fram till sin död på 1970-talet.

### Historiska bilder

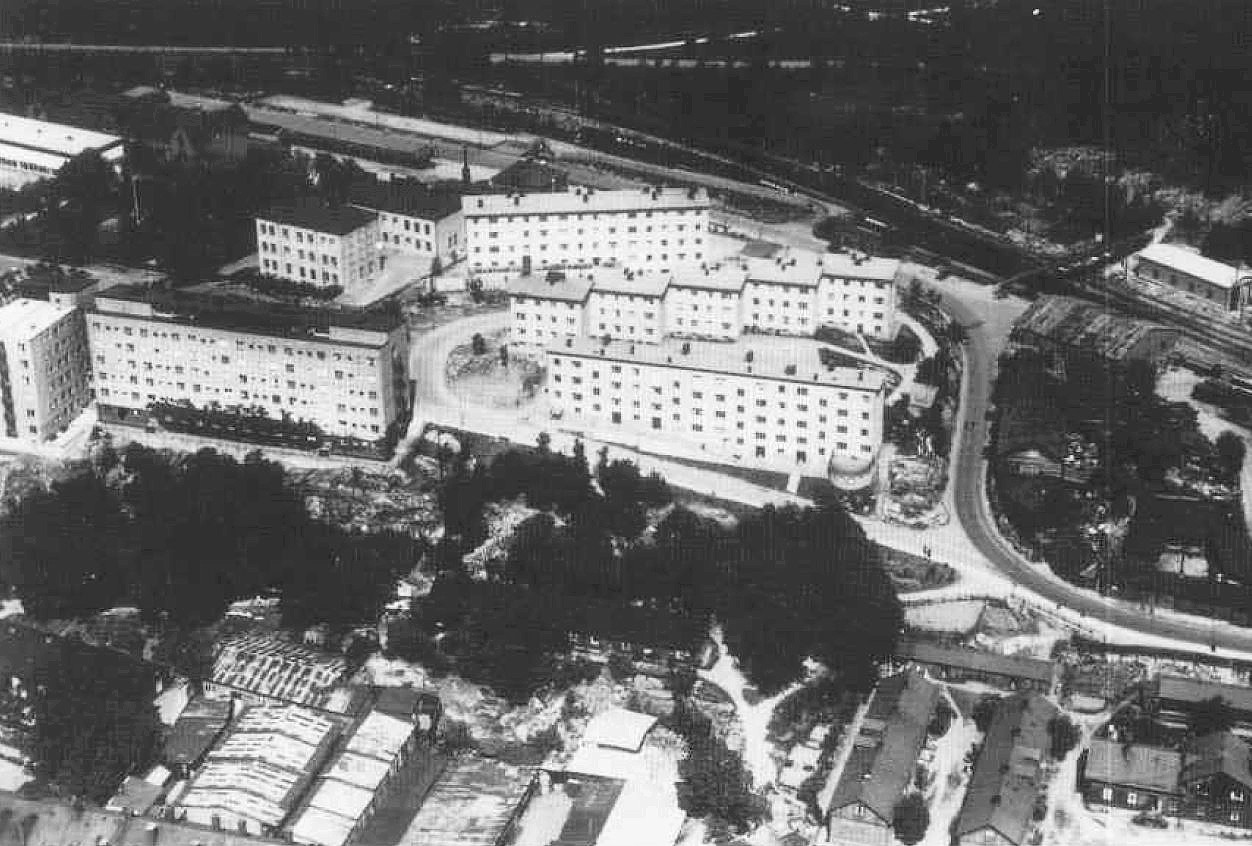
Körsbärshagen med längan Stickelbärsvägen 5–9 längst bak.
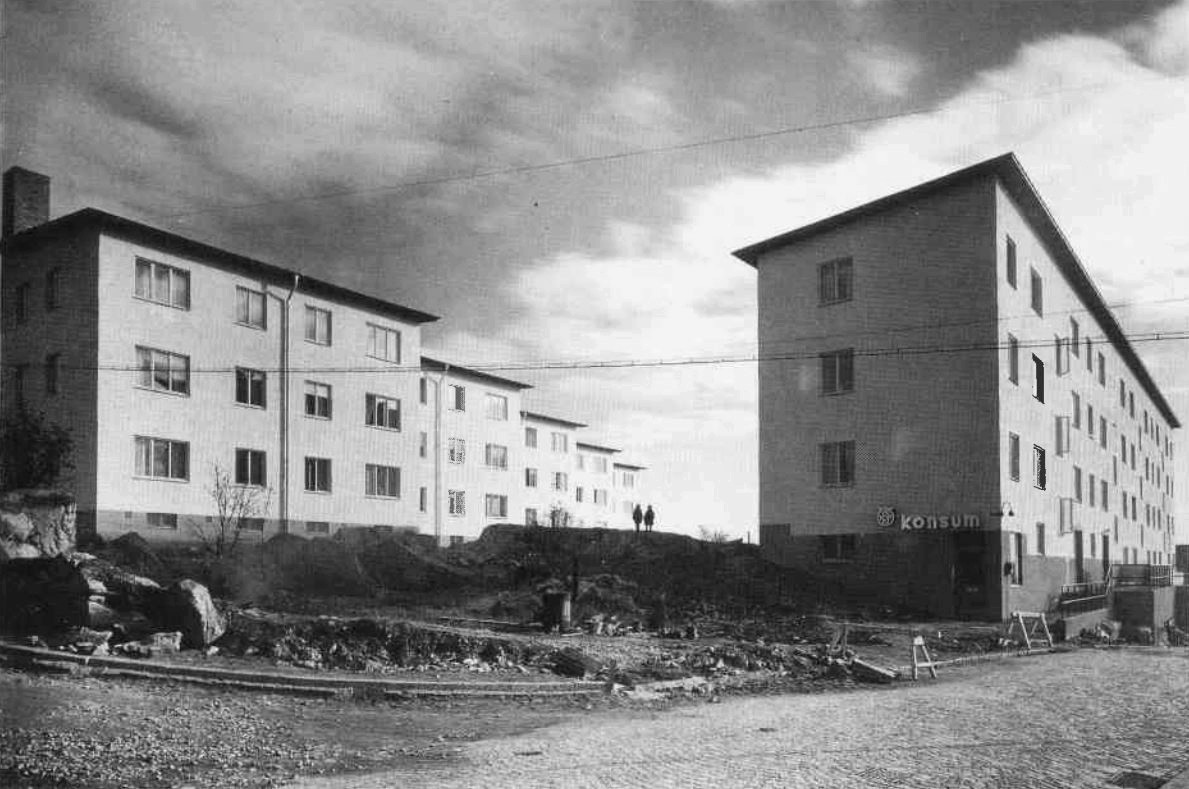
Längan Stickelbärsvägen 2–10 (t.v.) och Körsbärsvägen 16–20.
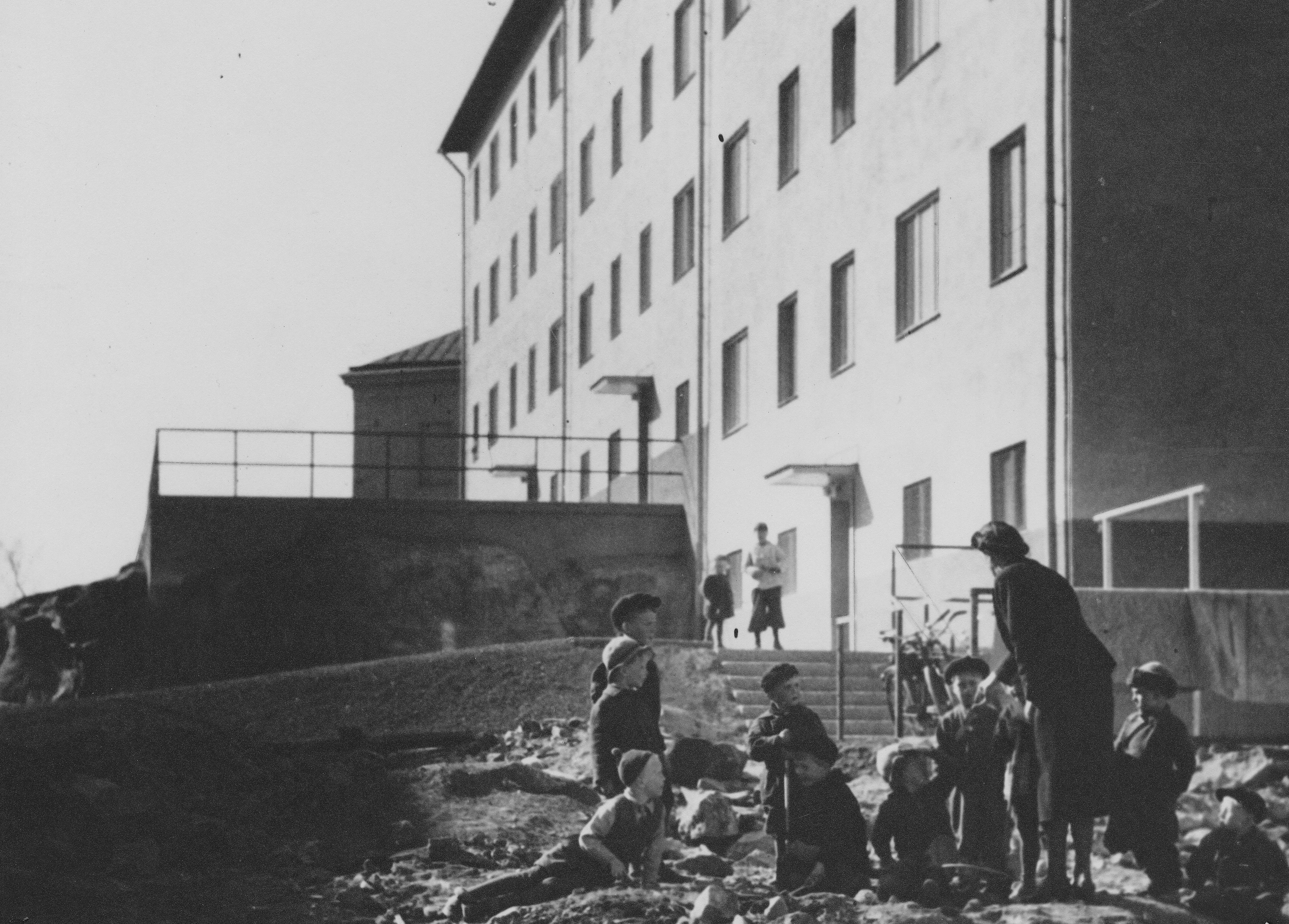
Längan Stickelbärsvägen 5–9.
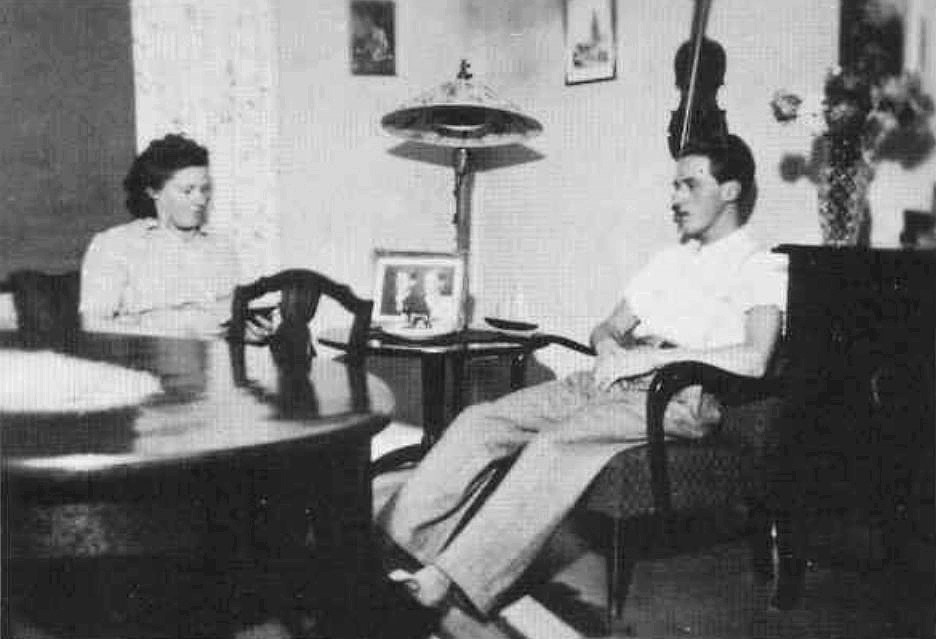
Jonassons, mor och son, i vardagsrummet, 1940-talet.
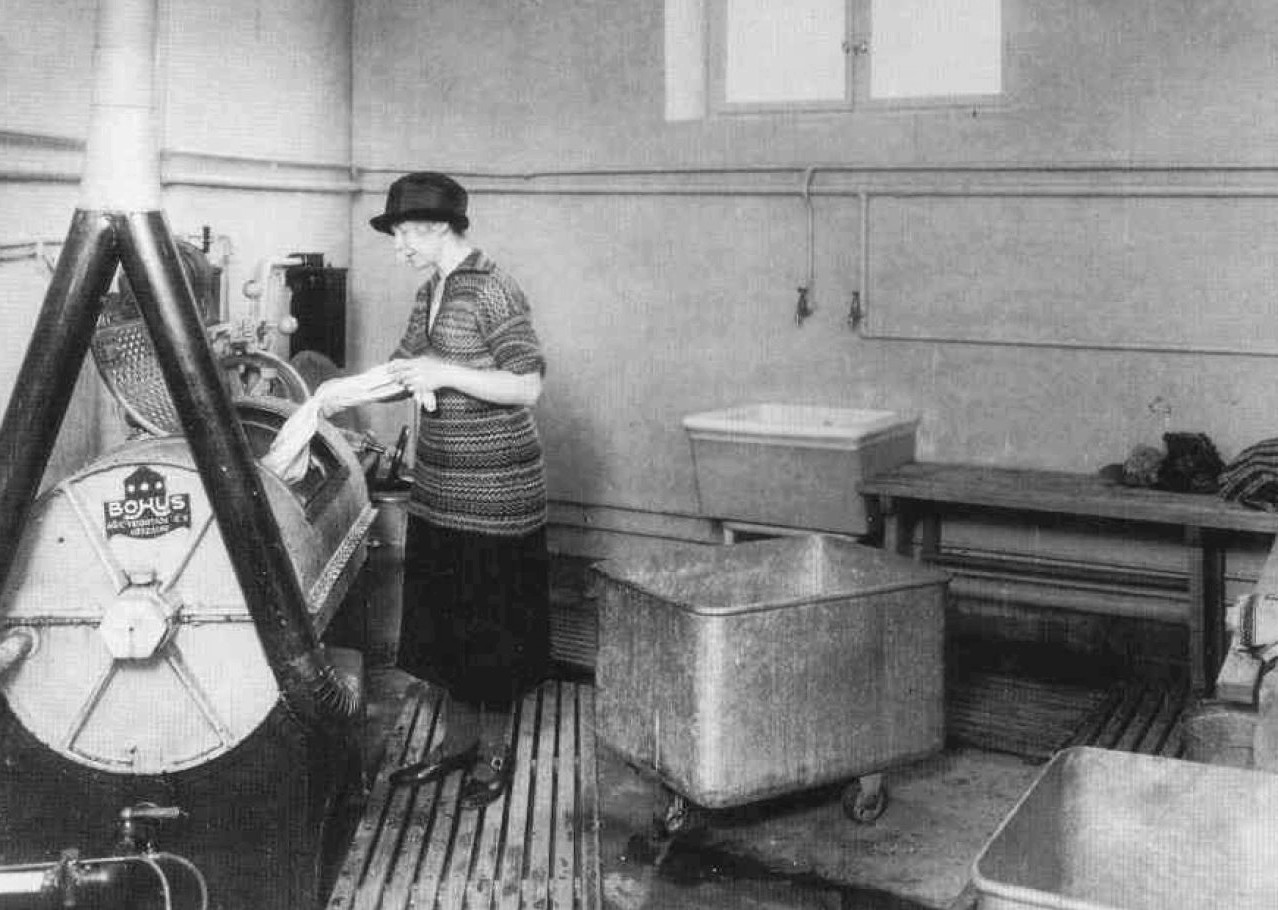
Tvättstugan.

## Museilägenheten
I mitten av 1980-talet skulle lägenheterna i husen vid Stickelbärsvägen renoveras och delvis byggas om. Stockholmshem erbjöd då att en av lägenheterna skulle sparas och disponeras av Stadsmuseet som museilägenhet för att visa hur man bodde modernt 50 år tidigare. Bostaden, en trappa upp på Stickelbärsvägen 7, blev utsedd till museilägenhet och lyftes ut ur renoveringsprogrammet. Lägenheten skänktes sedan till Stadsmuseet som började återställa och möblera familjen Jonassons lägenhet så som den kunde ha sett ut 1937, därvid fick museet hjälp med föremål och tips av familjens äldsta son, Bernt Jonasson. Arbetet pågick mellan 1988 och 1990 och i maj 1990 öppnades museilägenheten för allmänheten.

### Nutida bilder

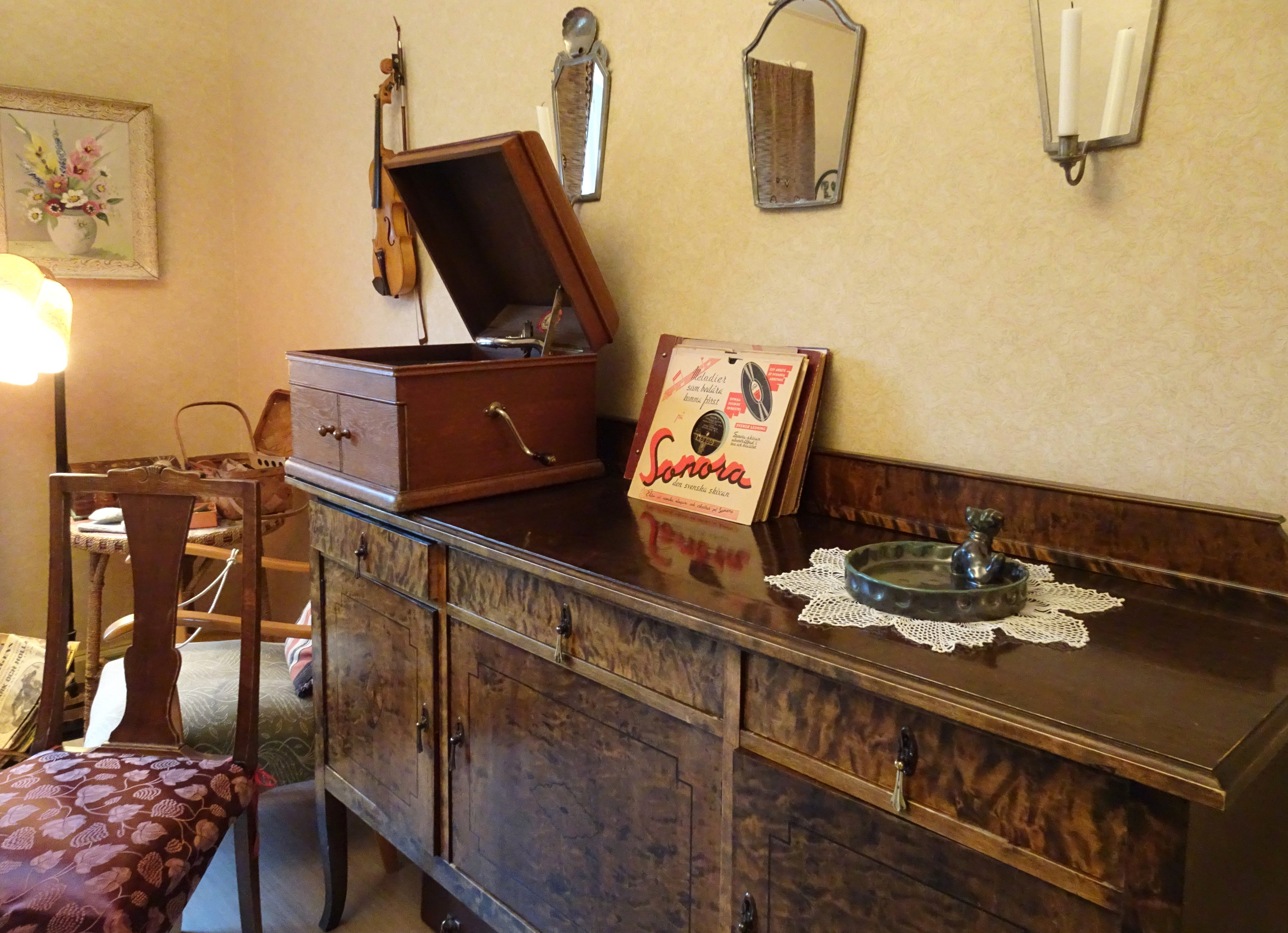
Vardagsrummet.
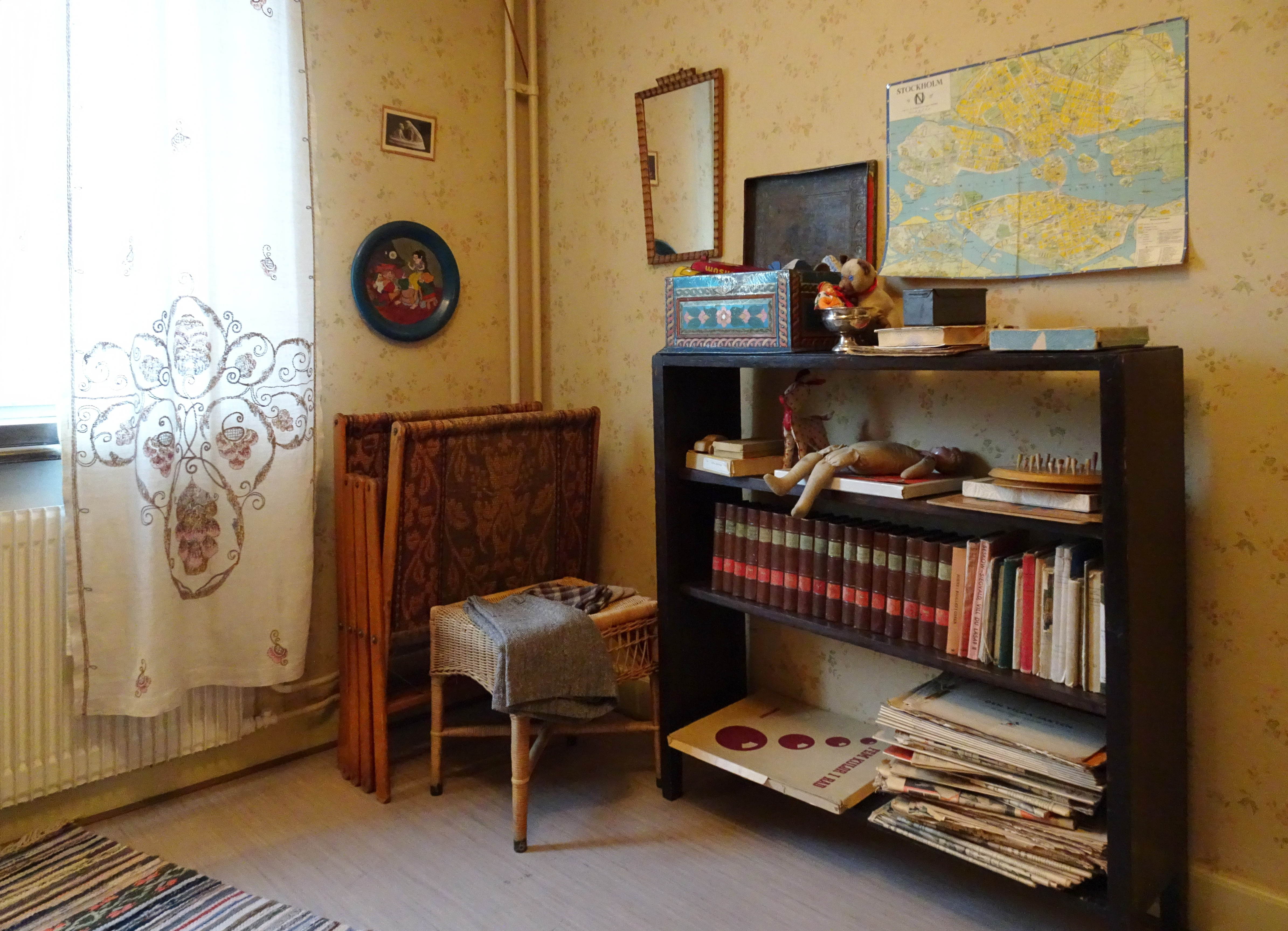
Pojkrummet (sovrummet).
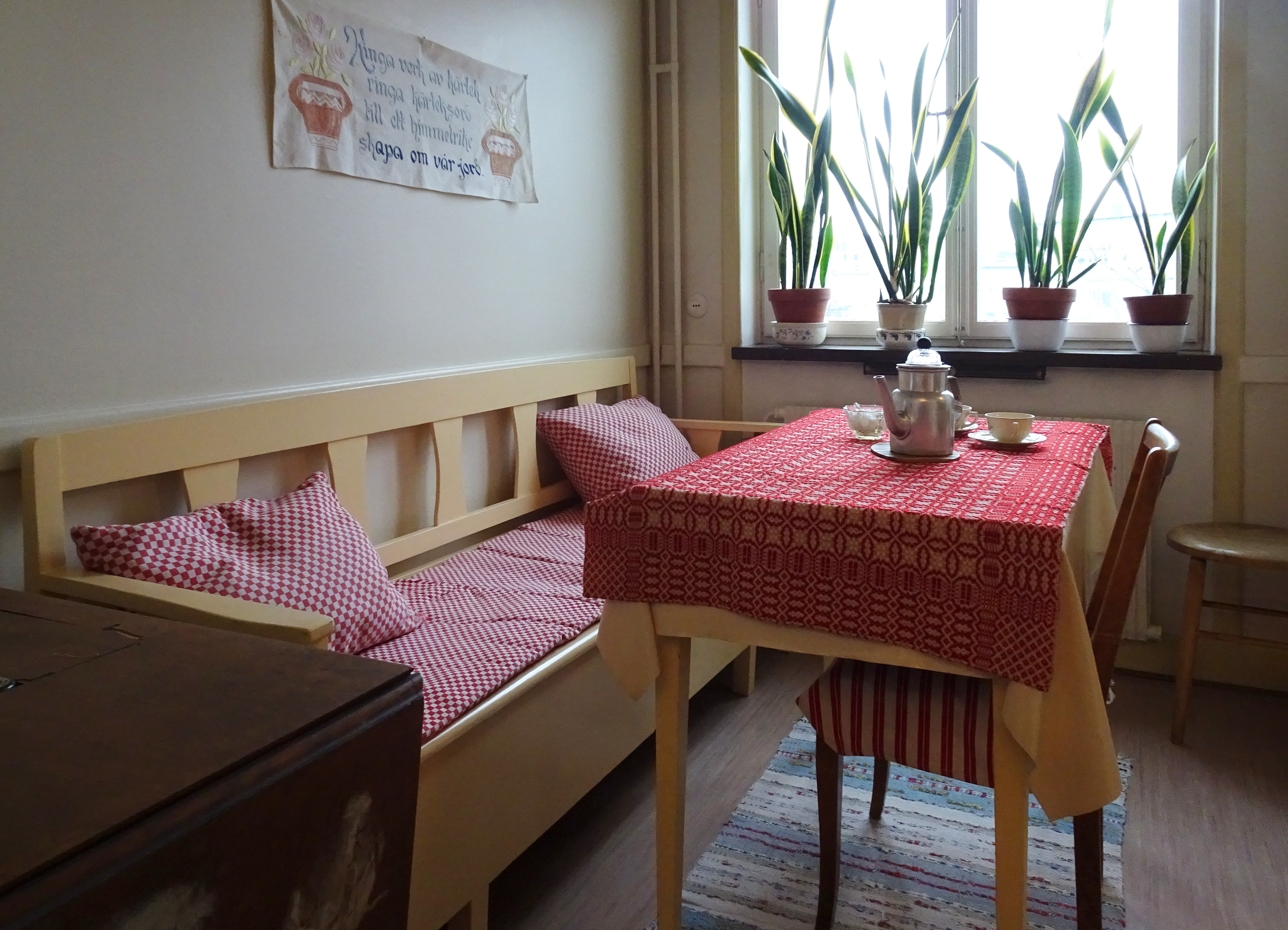
Matvrån.
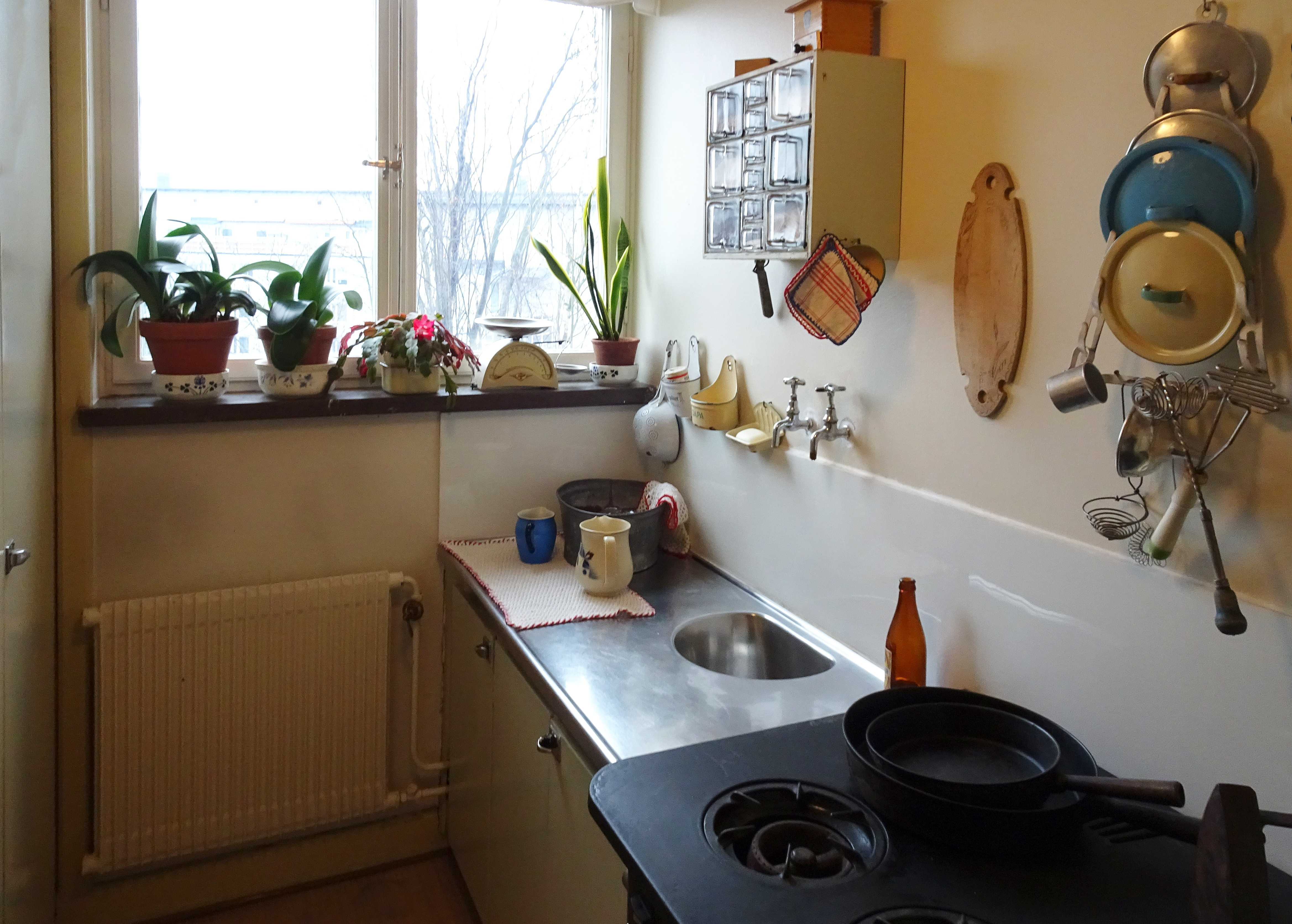
Köket.
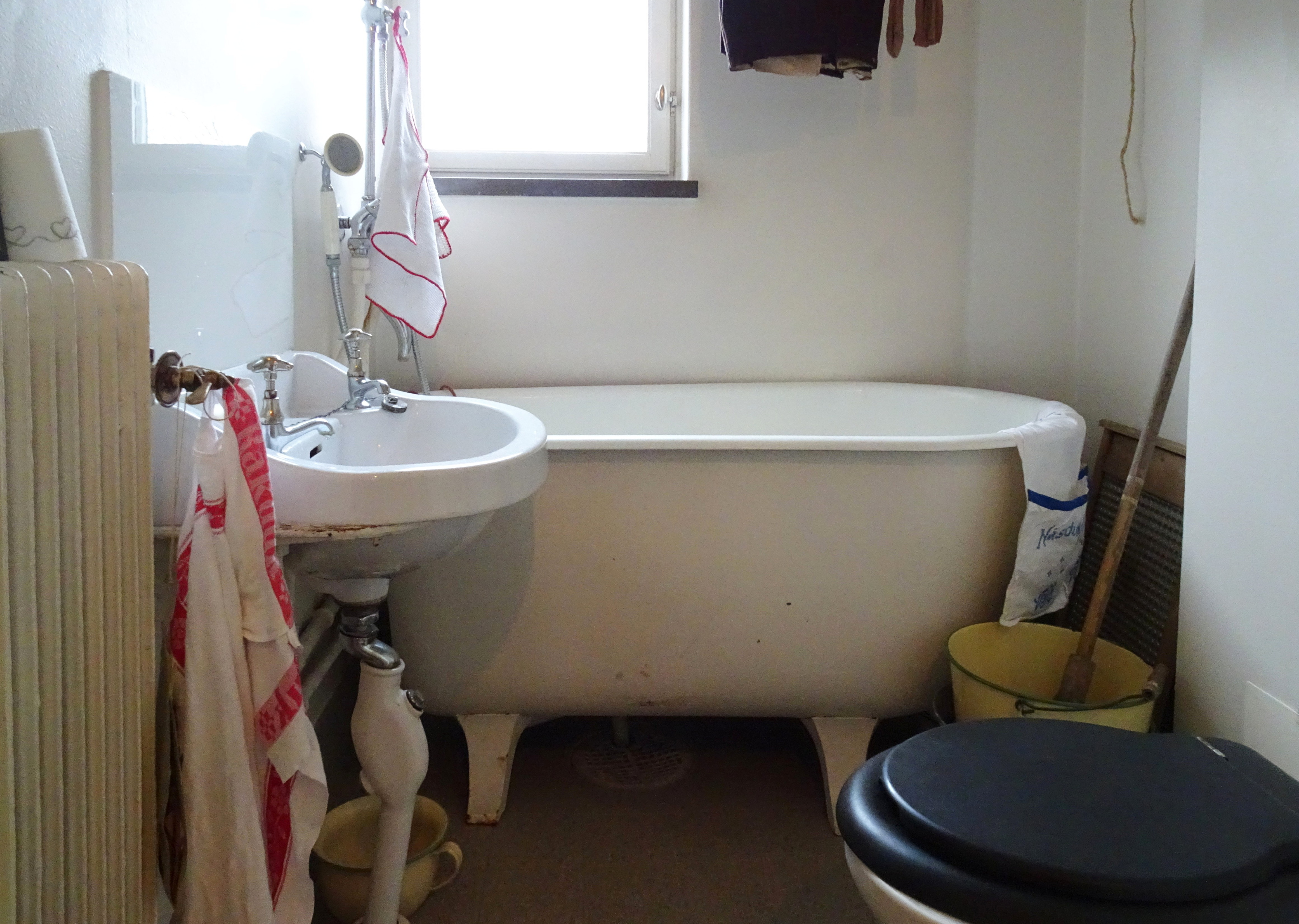
Badrummet.